# Цемеська затока
Цеме́ська зато́ка (рос. Цемесская бухта), або Новоросійська затока — найбільша, незамерзаюча затока на Чорноморському узбережжі Кавказу; довжина 15 км, ширина від 4,6 до 15 км, глибина 21-27 м. На узбережжі Цемеської затоки розташовано місто Новоросійськ. Назва походить від річки Цемес, що впадає в бухту. Обмежена Суджуцькою косою і Дообським мисом.

## Географія
Не зважаючи на те, що бухта вельми страждає, взимку і восени, від сильної бори (до 220 км/год), вона використовувалась ще давніми греками — заснувавшими колонію Бата на березі. У середні віки узбережжя контролювалось генуезцями.
Новоросійськ, заснований росіянами як військовий об'єкт, є головним портом затоки. Декілька кораблів Чорноморського флоту були затоплені в бухті, що б уникнути їх захоплення німцями в 1918 році. Також відомо декілька великих аварій, найвідоміша — 31 серпня 1986 року затонув пароплав Адмірал Нахімов. Після створення Каспійського трубопровідного консорціуму, Торговий морський порт Новоросійськ став великим нафтовим терміналом на Чорному морі.
На східному узбережжі розташоване селище міського типа Кабардинка, що знаходиться в підпорядкуванні міській адміністрації Геленджика.